# Carlagnese Nanino
Carlagnese Nanino (* 12. Oktober 1932 in Ettlingen; † 12. März 2022 in Tübingen) war eine Ordensschwester der Sorelle della Misericordia di Verona (Carlo-Steeb-Schwestern).

## Leben
Erminia Nanino nahm bei ihrer Profess den Ordensnamen Carlagnese an. Sie leitete als Oberin die Niederlassung ihres Ordens in Tübingen. Die Sozialpädagogin war eine Pionierin des Kinderhauskonzepts mit altersgemischten Gruppen und flexiblen Öffnungszeiten, das sie in dem 1954 von ihrem Orden gegründeten Kindergarten entwickelt und umgesetzt hat. Für viele Menschen und Familien sei sie in diesen Jahren Weggefährtin, Fürsprecherin und geistliche Begleitung gewesen, heißt es im Nachruf des Bistums Rottenburg Stuttgart.
1996 verlieh ihr Ministerpräsident Erwin Teufel die Verdienstmedaille des Landes Baden-Württemberg, 2013 wurde ihr die Ehrenbürgerschaft der Stadt Tübingen verliehen.